# 玉井村 (岡山県)
玉井村（たまいそん）は、岡山県上道郡にあった村。現在の岡山市東区の一部にあたる。

## 地理
- 河川：大明神川[3]、砂川[4]
- 山岳：小廻山[4]

## 歴史
- 1889年（明治22年）6月1日、町村制の施行により、上道郡菊山村、宿奥村、観音寺村、笹岡村が合併して村制施行し、玉井村が発足[1][2]。旧村名を継承した菊山、宿奥、観音寺、笹岡の4大字を編成[2]。
- 1955年（昭和30年）2月1日、赤磐郡瀬戸町、万富町、潟瀬村と合併し、瀬戸町が存続して廃止された[1][2]。

### 地名の由来
古来著名な井戸「玉の井」にちなむ。

## 産業
- 農業、果樹[2]